# 大塔山
大塔山是臺灣阿里山山脈的高峰之一，有兩個東西相距近100公尺、海拔2662公尺的最高點，OSM將山頂標示在東側標高2663公尺的山頭，位於嘉義縣阿里山鄉中正村與南投縣信義鄉神木村交界，包含山頂在內的部分山區為阿里山國家森林遊樂區範圍內。該山與西側接連的塔山、小塔山合稱塔山山系，鄒族傳統視其為祖靈安息之處，善良的人死後靈魂會在大塔山，惡人死後靈魂會到小塔山。
大塔山設有步道，前段與阿里山森林鐵路沼平＝十字分道間平行，後段設有階梯至山頂，全長3.5公里，來回需4小時。此山為小百岳之中海拔最高的山，屬於較難，但一般民眾仍可應付的路線。

## 外部連結
- 自然步道 - 塔山步道 - 山林悠遊網